# Wanda Sykes
Wanda Sykes (Portsmouth, Virginia; 7 de marzo de 1964) es una actriz, escritora, comediante de stand-up y actriz de voz estadounidense. 
Ganó el Premio Emmy 1999 por sus escritos en The Chris Rock Show. En 2004 la revista Entertainment Weekly la nombró como una de las 25 personas más graciosas de los Estados Unidos. Ella es conocida por su papel de Barbara Baran en la serie The New Adventures of Old Christine y por sus apariciones en la serie de HBO Curb Your Enthusiasm. En noviembre de 2009, The Wanda Sykes Show, su propio programa de entrevistas nocturno, se estrenó en Fox, que se transmite sábados por la noche, que terminó en abril de 2010.
Sykes también tuvo una exitosa carrera en el cine, apareciendo en películas como Monster-in-Law, Mi super ex-novia, Evan Almighty, y License to Wed, y también poniéndole la voz a personajes en Vecinos invasores, Barnyard, Tierra de osos 2, Río, y en Ice Age: Continental Drift.

## Vida personal
En noviembre de 2008 reconoció públicamente ser homosexual.

## Filmografía
| Año  | Película                                  | Rol                     | Notas                                                              |
| ---- | ----------------------------------------- | ----------------------- | ------------------------------------------------------------------ |
| 1998 | Tomorrow Night                            |                         |                                                                    |
| 2000 | El profesor chiflado II: La familia Klump | Chantal                 |                                                                    |
| 2001 | Down to Earth                             | Wanda                   |                                                                    |
| 2001 | Pootie Tang                               | Biggie Shorty           |                                                                    |
| 2005 | Monster-in-Law                            | Ruby                    |                                                                    |
| 2006 | The Adventures of Brer Rabbit             | Hermana Moon            | Directamente para vídeo Voz                                        |
| 2006 | Vecinos invasores                         | Stella (zorrillo)       | Voz                                                                |
| 2006 | Clerks II                                 | Compradora furiosa      |                                                                    |
| 2006 | Mi súper ex novia                         | Carla Dunkirk           |                                                                    |
| 2006 | Barnyard                                  | Bessy la vaca           | Voz                                                                |
| 2006 | Tierra de osos 2                          | Innoko                  | Directamente para vídeo Voz                                        |
| 2006 | CondomNation                              | Linda                   |                                                                    |
| 2006 | Hammy's Boomerang Adventure               | Stella                  | Voz; Cortometraje directamente para vídeo (del DVD Over the Hedge) |
| 2007 | Evan Almighty                             | Rita                    |                                                                    |
| 2007 | License to Wed                            | Enfermera Borman        | no acreditado                                                      |
| 2011 | Río                                       | Flora (ganso de Canadá) | voz                                                                |
| 2011 | Los Muppets                               | Officer Ethel           | Cameo                                                              |
| 2012 | Ice Age: Continental Drift                | Abuelita                | Voz                                                                |
| 2016 | Ice Age: Collision Course                 | Abuelita                | Voz                                                                |
| 2019 | UglyDolls: Extraordinariamente feos       | Wage                    | Voz                                                                |

### Televisión
| Año        | Título                              | Rol                              | Notas |
| ---------- | ----------------------------------- | -------------------------------- | --- |
| 1997–2000  | The Chris Rock Show                 | Varios personajes                | 7 episodios |
| 1999       | Best of the Chris Rock Show         | Varios personajes                | Especial de TV |
| 2001       | The Downer Channel                  | Varios                           | Primeros 2 episodios |
| 2001       | The Drew Carey Show                 | Christine Watson                 | Episodio: "Eat Drink Drew Woman" Episodio: "Mr. Laffoon's Wild Ride" Episodio: " Drew and the King" |
| 2001–2009  | Curb Your Enthusiasm                | Wanda                            | Episodio: "Thor" Episodio: "The Massage" Episodio: "The Benadryl Brownie" Episodio: "The Terrorist Attack" Episodio: "Krazee-Eyez Killa" Episodio: "The Surrogate" Episodio: "The Bowtie" Episodio: "Funkhouser's Crazy Sister" |
| 2002, 2003 | Crank Yankers                       | Gladys/Wanda/Gladys Murphy       | 3 episodios |
| 2003       | MTV: Reloaded                       | The Oracle                       | Película para TV |
| 2003       | Wanda at Large                      | Wanda Mildred Hawkins            | Todos los episodios |
| 2003       | Chappelle's Show                    | Ella misma                       | Episodio: "The Best of Chappelle's Show: Volume 2 Mixtape" |
| 2003       | MADtv                               | Ella misma                       | Temporada 9 episodio 903 |
| 2006       | Will & Grace                        | Cricket                          | Episodio: "Buy, Buy Baby" |
| 2006–2010  | The New Adventures of Old Christine | Barbara 'Barb' Daran             | 42 episodios |
| 2007–2010  | Back at the Barnyard                | Bessy the Cow                    | 45 episodios |
| 2009       | Wanda Sykes: I'ma Be Me             | Stand-up                         | HBO |
| 2009       | The Wanda Sykes Show                | Ella misma; creadora y escritora | Talk show |

### Escritora
| Año     | Título                                | Rol                                                 | Notas |
| ------- | ------------------------------------- | --------------------------------------------------- | --- |
| 1997-98 | The Keenen Ivory Wayans Show          | Escritora                                           | 11 episodios |
| 1997-00 | The Chris Rock Show                   | Escritora                                           | Escribió 33 episodios Coprodujo 14 episodios |
| 1998    | Comedy Central Presents               | Como ella misma y Escritora (como Wanda Sykes-Hall) | Episodio: "Wanda Sykes-Hall" |
| 2001    | Best of the Chris Rock Show: Volume 2 | Escritora                                           | Especial de TV |
| 2001    | The Downer Channel                    | Escritora                                           | Escribió los primeros 2 episodios |
| 2002    | The 74th Annual Academy Awards        | Material especial escrito por                       | Entrega de premios |
| 2002-03 | Premium Blend                         | Escritora                                           | 4 episodios/Stand-up |
| 2003    | Wanda Sykes: Tongue Untied            | Escritora                                           | Documental |
| 2003    | Wanda at Large                        | Creadora, escritora y productora                    | 19 episodes |
| 2004    | Wanda Does It                         | Creadora, escritora y productora ejecutiva          | Episodio: "Wanda Does Repo" Episodio: "Wanda Does Vegas" Episodio: "Wanda Does the Sky" Episodio: "Wanda Does the Night" Episodio: "Wanda Does the WNBA" Episodio: "Wanda Does Photos" |
| 2006    | Wanda Sykes: Sick and Tired           | Escritora                                           | Stand-up |
| 2009    | Wanda Sykes: I'ma Be Me               | Escritora                                           | Stand-up |

## Discografía
| Año  | Título       | Productora          |
| ---- | ------------ | ------------------- |
| 2007 | Sick & Tired | Image Entertainment |